# 西安伯多禄堂

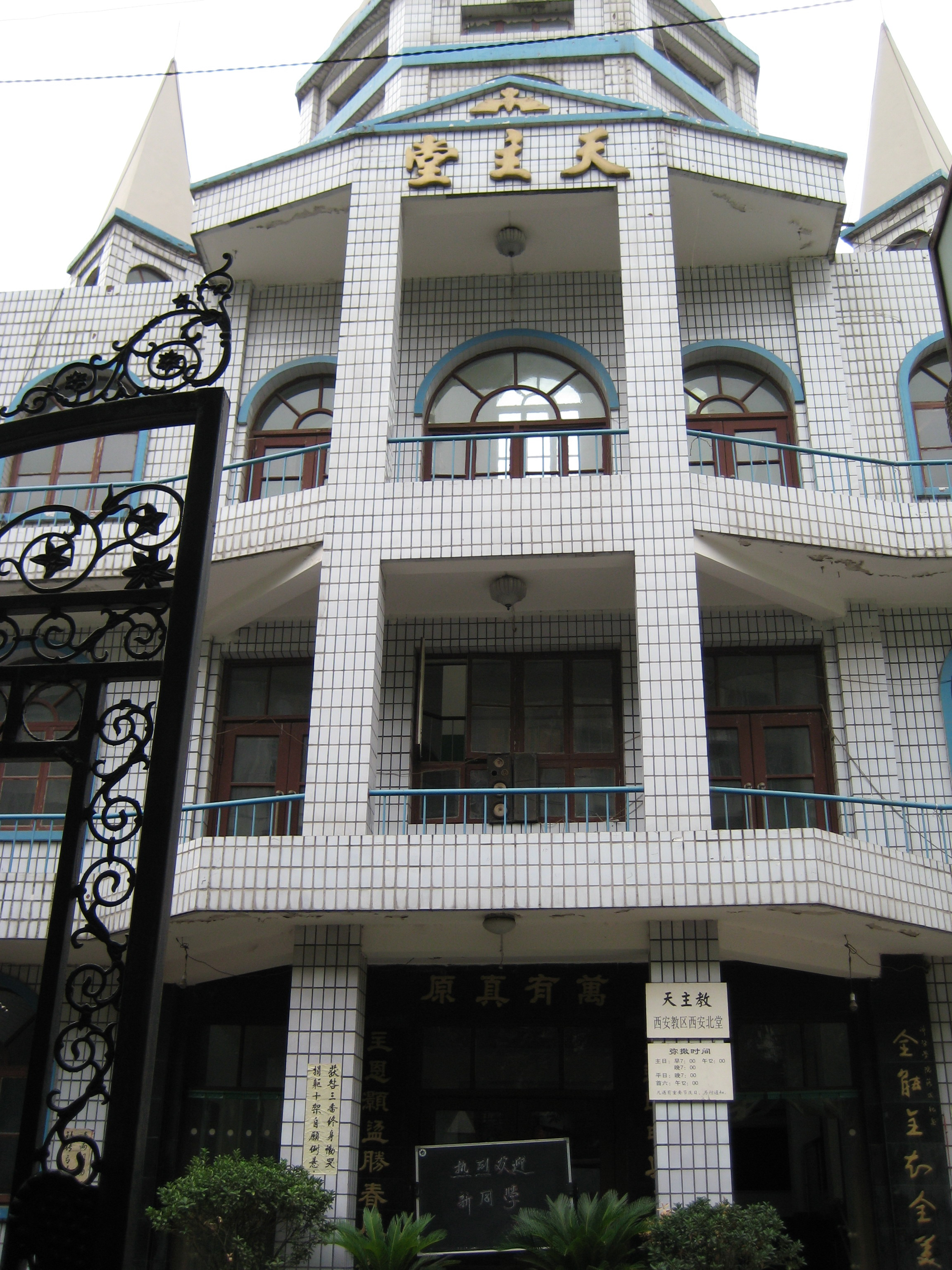
西安天主教北堂

西安伯多禄堂，又称西安天主教北堂，位于陕西省西安市莲湖区北门内糖坊街41号，是西安城内历史最悠久的一所教堂。现堂面高19米，可容纳500余人。教友人数1500人。

## 历史
该堂最初系法国耶稣会神父金尼阁于1625年—1626年（明天启五年至六年）购地建堂。1627年金尼阁调离，汤若望前来接任，在进士王徵的资助下建成天主圣母堂，系简易小堂，后由陕西总督协助，扩建为七间，由王徵命名为崇一堂。1630年（崇祯三年），耶稣会士郭崇仁、梅高再次扩建。
雍正禁教以后，北堂占做他用。1860年（咸丰十年）归还教会。1881年（光绪七年）扩建为圣伯多禄堂，可容纳500人。
1966年文革中北堂关闭，由街道社办企业占用。1983年北堂归还教会。经过数年筹建，陕西神哲学院于1991年在此建成开学。1995年神哲学院搬迁至鱼化寨老烟庄。